# 君の誕生日
「君の誕生日」（きみのたんじょうび）は、GARO（ガロ）のシングル。B面（カップリング）は「散歩」。

## 概要
1973年3月に収録、5月にリリースされたシングル・レコード。6月25日付けのオリコン・シングル・チャートで1位を獲得している。時系列上は1972年10月にリリースされた「涙はいらない」の次作に相当するが、1972年6月にリリースされたシングル「美しすぎて/学生街の喫茶店」が1973年2月～4月にオリコンのシングルチャートで7週連続1位を獲得するという状況下にあったため、実質的に「学生街の喫茶店」に次ぐシングルとなった。また曲中の間奏に「学生街の喫茶店」と同じフレーズの旋律があるが、これは作曲したすぎやまこういちがガロのメンバーに「間奏は自由に作って良い」と伝えたところ、学生街の喫茶店と同じフレーズを入れてきたことによるもの。
レギュラー・アルバムからのシングル・カットではなく、シングルとして独自に録音/制作された作品。ただしシングル発売の翌6月にリリースされたライブ・アルバム『GARO LIVE』にも、本作と同じスタジオ録音ヴァージョンが収録されている（「君の誕生日」はサイドAの6曲目、「散歩」はサイドBの5曲目）。
A面のリード・ボーカルは堀内護、B面は堀内護と日高富明のツイン・ボーカル。なお、大野真澄は入院中だったため録音に参加していない。
累計売上は45.2万枚（オリコン調べ）で、すぎやまこういちの作曲シングルでは「学生街の喫茶店」（77.2万枚）、ザ・タイガース「花の首飾り」（67.6万枚）に次ぐ第3位。

## 作品データ
- プロデュース=アルフア・アンド・アソシエイツ（株）
- ミキサー=吉沢典夫
- 録音スタジオ=スタジオ"A"
- 録音期日=1973年3月

## 収録曲
1. 君の誕生日（3:45）
  - 作詞: 山上路夫、作曲・編曲: すぎやまこういち
2. 散歩（3:15）
  - 作詞: 山上路夫、作曲: 村井邦彦、編曲: 有馬すゝむ

※ アルバム『GARO LIVE』（CD-7048-Z）ライナーノーツ解説より

## カバー
- 朝倉理恵 - アルバム『あの場所から』（1973年）に収録。